# Makay György
Makay György (1946–1996) magyar labdarúgóedző. 

## Pályafutása

### Edzőként
Az 1984–1985-ös NB1-es szezon során, Palicskó Tibor vezetőedző májusi menesztését követően a hátralevő hat bajnoki mérkőzés erejéig Makay György vette át az MTK csapatának irányítását. A hat mérkőzésből két győzelem, egy döntetlen és három vereség született, az MTK nem esett ki az élvonalból, valamint kvalifikálta magát az 1985. évi Intertotó-kupára.